# 楊道英
楊道英（？年—？年），號賓侯，浙江湖州府归安县人。明朝末年政治人物。

## 生平
崇祯三年（1630年）庚午科浙江乡试舉人，崇禎四年（1631年）联捷辛未科进士。吏部观政，授行人司行人。妻郑氏，郑惠采妹。